# Белвил сир Ви
Белвил сир Ви (фр. Belleville-sur-Vie) насеље је и општина у западној Француској у региону Лоара, у департману Вандеја која припада префектури Ла Рош сир Јон.
По подацима из 2011. године у општини је живело 3858 становника, а густина насељености је износила 254,49 становника/km². Општина се простире на површини од 15,16 km². Налази се на средњој надморској висини од 77 метара (максималној 84 m, а минималној 55 m).

## Демографија
| 1962. | 1968. | 1975. | 1982. | 1990. | 1999. | 2011. |
| ----- | ----- | ----- | ----- | ----- | ----- | ----- |
| 1.157 | 1.229 | 1.565 | 2.186 | 2.532 | 2.969 | 3.858 |